# Afem
Afem est une localité du Cameroun, située dans l'arrondissement (commune) d'Akonolinga, le département du Nyong-et-Mfoumou et la région du Centre.

## Population
En 1961, Afem comptait 285 habitants, principalement des Maka. Lors du recensement de 2005, on y a dénombré 370 personnes.